# Owatonna
Owatonna ist eine Stadt (mit dem Status „City“) und Verwaltungssitz des Steele County im US-amerikanischen Bundesstaat Minnesota. Das U.S. Census Bureau hat bei der Volkszählung 2020 eine Einwohnerzahl von 26.420 ermittelt. Die Stadt ist alljährlich Gastgeber der im August stattfindenden Steele County Free Fair.

## Geografie
Interstate 35 sowie U.S. Highways 14 und 218 führen durch das Stadtgebiet. Mit dem Owatonna Degner Regional Airport befindet sich im Nordosten des Stadtgebiets ein kleiner Flugplatz.
Nach den Angaben des United States Census Bureaus hat der Ort eine Fläche von 32,8 km², wovon 32,6 km² auf Land und 0,2 km² (= 0,55 %) auf Gewässer entfallen. Der älteste Teil der Stadt befindet sich in einem tiefer gelegenen Gebiet am östlichen Ufer des Straight River, südlich des Maple Creek. Die Stadt hat sich in alle Richtungen ausgebreitet und liegt auf beiden Ufern sowie auf dem Bergkamm nördlich des Maple Creek. In den letzten Jahren wuchs die Stadt insbesondere in Richtung Nordosten, nach Norden und nach Südosten.
Am Südrand der Stadt befindet sich mit den Kaplans Woods ein Naturreservat, das aus einem Hartholzwald besteht. Cinder Hill ist ein steiler, etwa zwanzig Meter hoher Hügel, der die Linn Avenue im Zentrum überragt. Am Straight River befindet sich ein Staudamm, der ursprünglich zum Antrieb einer Mühle diente und inzwischen mit einer Fischtreppe nachgerüstet wurde.

## Geschichte
Owatonna wurde 1853 erstmals besiedelt. Die Stadt wurde 1883 zum Sitz der State Fair und etwas später begann das County hier eine eigene Ausstellung, die Steele County Free Fair abzuhalten; heute handelt es sich dabei um die größte unabhängige Veranstaltung dieser Art in Minnesota.

## Wirtschaft

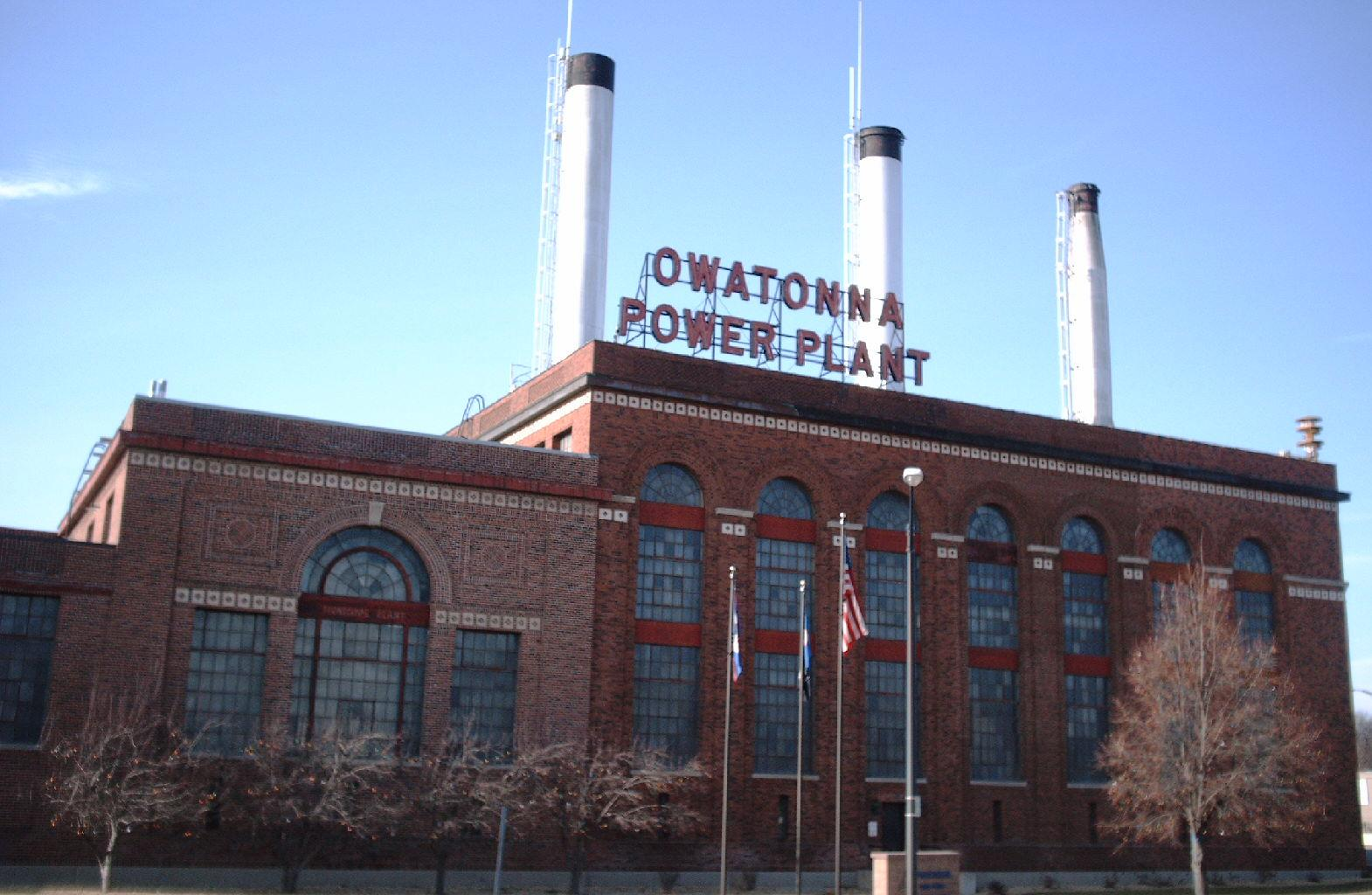
Das Kraftwerk ist eine örtliche Landmarke.

Owatonna ist ein wirtschaftliches Zentrum für den Süden Minnesotas. Federated Insurance ist mit rund 1500 Angestellten der größte Arbeitgeber, gefolgt von Viracon. Die beiden Unternehmen haben ihren Sitz in der Stadt. Weitere wesentliche Arbeitgeber sind SPX Corporation, Jostens, Cabela's, Truth Hardware, ISD 761, Wenger Corporation. Hinzu kommen im Gesundheitswesen die Krankenhäuser Owatonna Clinic – Mayo Health Systems und Owatonna Hospital – Allina Hospitals And Clinics.

In jüngerer Zeit haben sich in Owatonna eine Reihe von Einzelhandels- und Restaurantketten niedergelassen.

## Kriminalität
Owatonna hatte im Jahr 2015 einen Wert von 200,5 Punkten (US-Durchschnitt: 286 Punkte). Owatonna ist 41 % sicherer als der US-Durchschnitt und die Chance, in Owatonna in ein Verbrechen verwickelt zu werden, liegt bei 1 zu 40.

## Politik und Verwaltung
Owatonna wird durch einen Bürgermeister und einen Stadtrat verwaltet.
Die Stadt befindet sich im 26. Kongresswahlbezirk Minnesotas, auf Bundesstaatsebene gehört Owatonna zum ersten Wahlbezirk des Kongresses von Minnesota.

## Bildung

### Öffentliche Schulen
- Lincoln Elementary, Grades K-5
- McKinley Elementary, Grades K-5
- Washington Elementary, Grades K-5
- Wilson Elementary, Grades K-5
- Owatonna Junior High School, Grades 7–8
- Willow Creek Intermediate School, Grade 6
- Owatonna Senior High School, Grades 9–12

### Privatschulen
- El Shaddai School, Grades K-12
- Owatonna Christian School, Grades K-12
- St. Marys Catholic School, Grades K-8

### Höhere Bildung
- Owatonna College and University Center
  - Concordia University
  - Crown College (Minnesota)
  - Minnesota State University, Mankato
  - Owatonna Community Education
  - Riverland Community College
  - Southwest Minnesota State University
  - University of St. Thomas

## Sehenswürdigkeiten

### National Farmers Bank

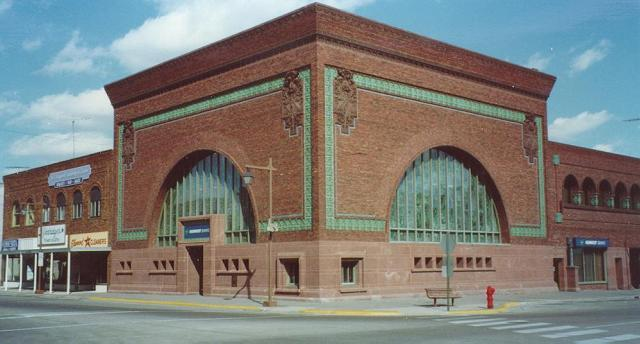
National Farmer's Bank

Inmitten des Zentrums von Owatonna befindet sich das Gebäude der National Farmer's Bank, das von Louis Sullivan im Stil der „Prairie School of Architecture“ entworfen und 1908 fertiggestellt wurde. Zu den Merkmalen des Gebäudes gehören die blattgoldverzierten Bögen, die Buntglasfenster und das Design im Neobarock. Es ist in das National Register of Historic Places eingetragen und heute eine Zweigstelle des Bankinstituts Wells Fargo.

### State School Museum
Die Minnesota State School for Dependent and Neglected Children wurde 1886 erbaut. Die Schule war ein Internat für Waisenkinder aus dem Bundesstaat, die aufgenommen wurden und den Wert von Drill, Disziplin und Arbeit lernten. Die in der Anstalt gestorbenen Kinder wurden auf dem Friedhof hinter der Schule begraben. Das Waisenhaus wurde 1945 geschlossen und die Einrichtung dient nun behinderten Kindern. 1974 kaufte die Stadtverwaltung die Gebäude zur Nutzung als Büroräume.
Die Anlage wurde in West Hills umbenannt und dient als Verwaltungszentrum für die Stadt, in dem auch mehrere gemeinnützige Organisationen untergebracht sind, etwa ein Seniorenzentrum, zwei Tagespflegeeinrichtungen oder die Initiative Big Brothers/Big Sisters.

## Demografische Daten
Nach der Volkszählung im Jahr 2010 lebten in Owatonna 25.599 Menschen in 10.068 Haushalten. Die Bevölkerungsdichte betrug 787,7 Einwohner pro Quadratkilometer. In den 10.068 Haushalten lebten statistisch je 2,49 Personen.
Ethnisch betrachtet setzte sich die Bevölkerung zusammen aus 91,2 Prozent Weißen, 3,8 Prozent Afroamerikanern, 0,3 Prozent amerikanischen Ureinwohnern, 0,9 Prozent Asiaten sowie 2,2 Prozent aus anderen ethnischen Gruppen; 1,5 Prozent stammten von zwei oder mehr Ethnien ab. Unabhängig von der ethnischen Zugehörigkeit waren 7,3 Prozent der Bevölkerung spanischer oder lateinamerikanischer Abstammung.
26,9 Prozent der Bevölkerung waren unter 18 Jahre alt, 59,3 Prozent waren zwischen 18 und 64 und 13,8 Prozent waren 65 Jahre oder älter. 51,2 Prozent der Bevölkerung war weiblich.
Das mittlere jährliche Einkommen eines Haushalts lag bei 55.764 USD. Das Pro-Kopf-Einkommen betrug 26.330 USD. 9,0 Prozent der Einwohner lebten unterhalb der Armutsgrenze.

## Bekannte Bewohner
- Mark H. Dunnell (1823–1904) – republikanischer Abgeordneter des US-Repräsentantenhauses – lebte lange in Owatonna und starb dort
- Arthur Fry (* 1931) – Erfinder (Post-It-Klebezettel) und Wissenschaftler – geboren in Owatonna
- Harvey H. Johnson (1808–1896) – demokratischer Abgeordneter des US-Repräsentantenhauses – lebte lange in Owatonna und starb dort
- E. G. Marshall (1914–1998) – Schauspieler (Geschworener #4 in Die zwölf Geschworenen) – geboren und aufgewachsen in Owatonna
- John E. Theimer (1907–2001) – Generalmajor der United States Army
- Adam Young (* 1986) – Gründer des Musikprojekts Owl City